# Encío
Encío è un comune spagnolo di 40 abitanti situato nella comunità autonoma di Castiglia e León.

## Località
Il comune comprende le seguenti località:
- Moriana
- Obarenes